# Anatrella
Anatrella è un termine utilizzato in araldica per indicare l'anatra posta di profilo, con le ali chiuse e priva di becco e zampe.

D'oro, a tre losanghe d'azzurro, ordinate in fascia, alla divisa d'argento, attraversante sulle losanghe, accompagnate da sette anatrelle rivoltate di nero, quattro nel capo ordinate in fascia e tre in punta ordinate 2 e 1 (stemma del comune di Parmain, Francia)